# Seund Ja Rhee
Seund Ja Rhee, auch Seongja Lee, (koreanisch 이성자; * 3. Juni 1918 in Jinju, Südkorea; † 8. März 2009 in Paris, Frankreich) war eine südkoreanische Malerin, Graveurin und Keramikerin.

## Leben und Werk
Seund Ja Rhee besuchte während der japanischen Kolonialzeit bis 1935 die Jinju Ilshin Girls’ High School und anschließend bis 1938 die Jissen-Frauenuniversität in Tokio. Sie kehrte nach Korea zurück, wo sie 1938 heiratete und vier Söhne bekam.
1951 verließ sie Korea zur Zeit des Koreakrieges erstmals und dann 1953, um in Paris bildende Kunst zu studieren und bis zu ihrem 90. Lebensjahr als aktive Künstlerin zu arbeiten. 1953 wurde sie in die Académie de la Grande Chaumière in Paris aufgenommen und studierte dort Malerei bei Yves Brayer und Henri Goetz und Bildhauerei bei Ossip Zadkine. 1955 studierte sie Druckgrafik bei Stanley William Hayte, 1956 Keramik bei Robert Pérot und Micheline Perrot und 1966 Mosaikkunst bei dem italienischen Bildhauer Riccardo Licata an der École des Beaux-Arts in Paris.
Als eine Galerie in Cannes ihre Werke zum ersten Mal ausstellte, entdeckte sie 1958 die französische Küste und kaufte einige Jahre später in Tourrettes-sur-Loup ein kleines Haus. Sie restaurierte und vergrößerte es zu einem Atelier. In den 1980er Jahren baute sie dort ein Haus, das die architektonische Verkörperung der utopischen Stadtplanung darstellt, die in ihren Gemälden zum Ausdruck kommt.
Die Aufmerksamkeit der Pariser Kunstwelt erlangte sie insbesondere durch ihren einzigartigen koreanischen Stil in Ölgemälden und Holzschnitten. Sie wurde zu einer repräsentativen Künstlerin der koreanischen Moderne und zeitgenössischen Kunstgeschichte. Sie erstellte in einem Zeitraum von mehr als einem halben Jahrhundert etwa 4.000 Werke und nahm an über 85 Einzelausstellungen und über 300 Gruppenausstellungen teil. Durch ihre Zusammenarbeit mit dem französischen Schriftsteller Michel Butor versuchte sie, formgebende Kunst und Literatur zu verbinden, und beschäftigte sich über die bildnerische Gestaltung hinaus mit Keramik, Wandteppichen, Mosaiken und Gedichtsammlungen.
Sie ist bekannt für ihre Abstraktionen unter Verwendung geometrischer Muster und der Einbeziehung koreanischer Symbole und Texte. Als wichtigste Grundlage ihrer Arbeit betrachtete sie das östliche philosophische Konzept von Yin und Yang. Obwohl sie den Großteil ihrer Praxisjahre in Frankreich verbrachte und von den französischen Kunstschulen beeinflusst wurde, spiegeln ihre Themen ihre persönlichen Erfahrungen als Koreanerin wider.
Rhee hat in zahlreichen Institutionen ausgestellt, darunter unter anderem im Nationalmuseum für moderne Kunst Paris, im Museum für moderne Kunst Ljubljana, im Centre Pompidou, im Nationalmuseum für moderne Kunst Tokio, im Gyeongnam Art Museum und im Seoul Museum of Art. Sie wurde 1965 zum ersten Mal dem koreanischen Publikum vorgestellt und veranstaltete 1970, 1978 und 1988 aufeinanderfolgende Einzelausstellungen im Nationalmuseum für moderne und zeitgenössische Kunst in Korea (MMCA). Im März 2018 wurde dort mit ihrer vierten Einzelausstellung ihr 100-jähriges Jubiläum gewürdigt.
Ihre Werke befinden sich in der französischen Nationalbibliothek, im Pompidou-Museum für moderne Kunst, im Pariser Kunstmuseum und im Nationalmuseum für moderne und zeitgenössische Kunst in Gwacheon und im Musée Greuze, dem kommunalen kultur- und kunstgeschichtlichen Museum der Stadt Tournus.
2009 übergab sie 376 Werke, darunter 77 Ölgemälde, 13 Aquarelle, 28 Zeichnungen und 237 Drucke, an die Stadt Jinju. Dort wurde am 16. Juli 2015 das „Lee Seong-ja Art Museum“ eröffnet.
2009 wurde die Lee Seong-ja Memorial Society gegründet, um an die Kunst und das Leben von Lee Seong-ja zu erinnern.
Seund Ja Rhee starb 2009 im Alter von 91 Jahren.

## Auszeichnungen und Ehrungen (Auswahl)
- 1991: Chevalier des Ordre des Arts et des Lettres
- 1999: KBS Overseas Compatriots’ Award for Arts.
- 2002: Officier des Ordre des Arts et des Lettres
- 2003: 1. Proud Ilshin Award der Jinju Girls’ High School
- 2009: koreanisch-französischer Kulturpreis, gesponsert von BNP Paribas, Frankreich
- 2016: Am 3. Juni 2016 feierte Google den 98. Geburtstag von Rhee Seund Ja mit einem Google Doodle[6]